# 玉造筋

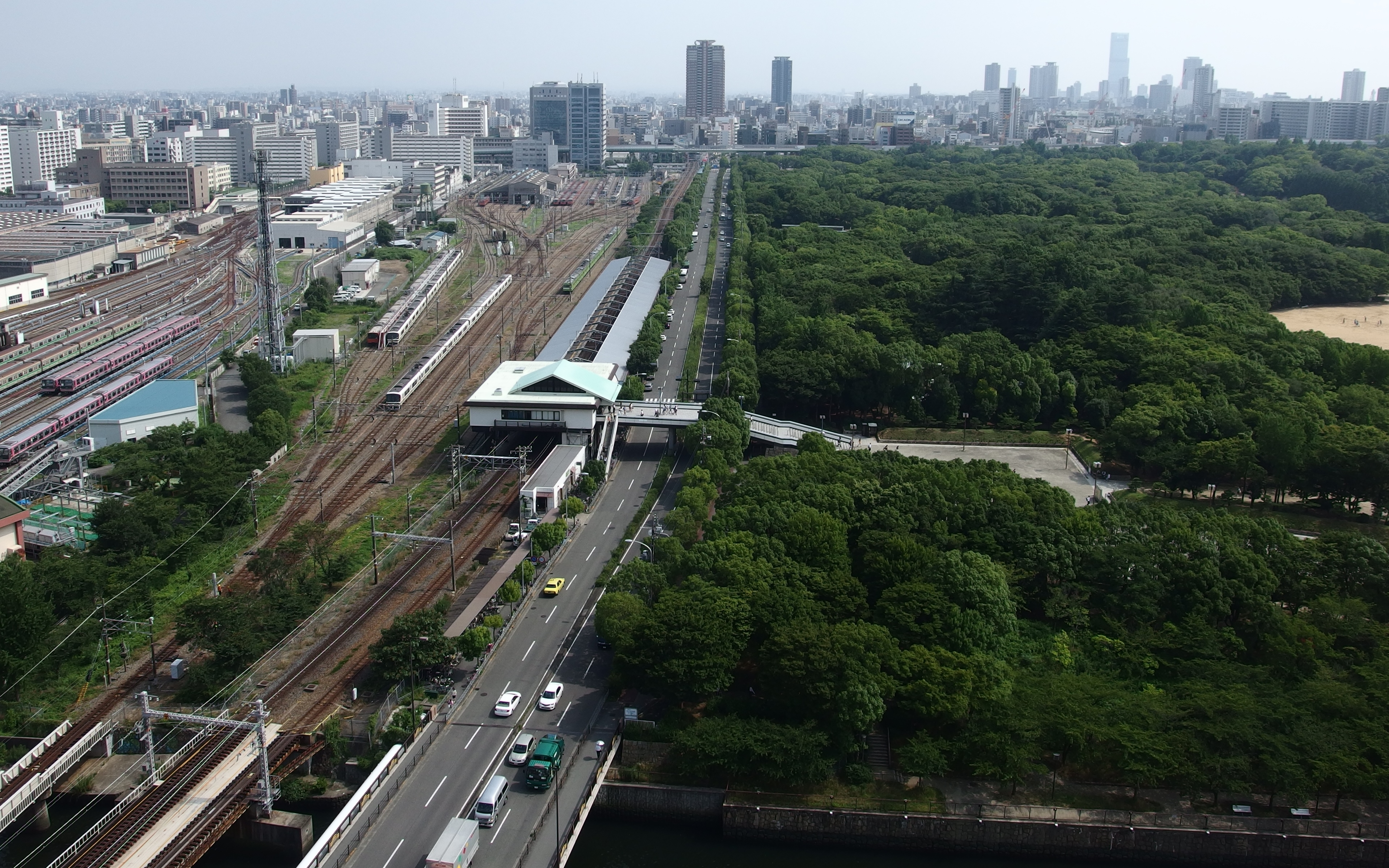
大阪ビジネスパークから南を望む

玉造筋（たまつくりすじ）は、大阪市内を南北に走る道路の一つで、大阪市道恵美須城東線（おおさかしどうえびすじょうとうせん）のうち、天王寺駅前以西を除く路線で形成されている。なお、恵美須城東線の起点は新今宮駅付近である。

## 概要
大阪市天王寺区の天王寺駅前交差点から都島区の京橋駅付近までの全区間でJR大阪環状線の内側を併走している。このうち、特に森ノ宮駅より北側の区間は大阪環状線の真横を通っており、この区間のほとんどは大阪環状線も地上を通っている。また、玉造筋の森ノ宮駅～大阪城公園駅の区間は大阪城公園の東縁に当たる。
片側2車線の計4車線道路になっている。なお寝屋川よりも北の区間については架橋されていないため未完成となっている。
大阪市内の道路は基本的に南北方向のものに筋の名が付いているが、玉造筋は大阪環状線に併走している関係上天王寺区南部では東西方向の道路となっている。
かつては森ノ宮駅前交差点以南では大阪市電が、玉造交差点以南では大阪市営トロリーバスが運行されていた。

## 沿線情報

### 天王寺区
- 天王寺駅
- NTT西日本大阪病院
- 天王寺年金事務所
- 寺田町駅
- 桃谷駅
- 鶴橋駅（近鉄の駅のみ生野区）
- 真田山公園
- 玉造駅

### 中央区
- 森ノ宮駅
- 森下仁丹本社
- 京セラドキュメントソリューションズ本社
- 大阪城・大阪城公園
- 大阪城公園駅
- 大阪ビジネスパーク

### 都島区（未完成区間）
- 京橋駅

## 接続する主な道

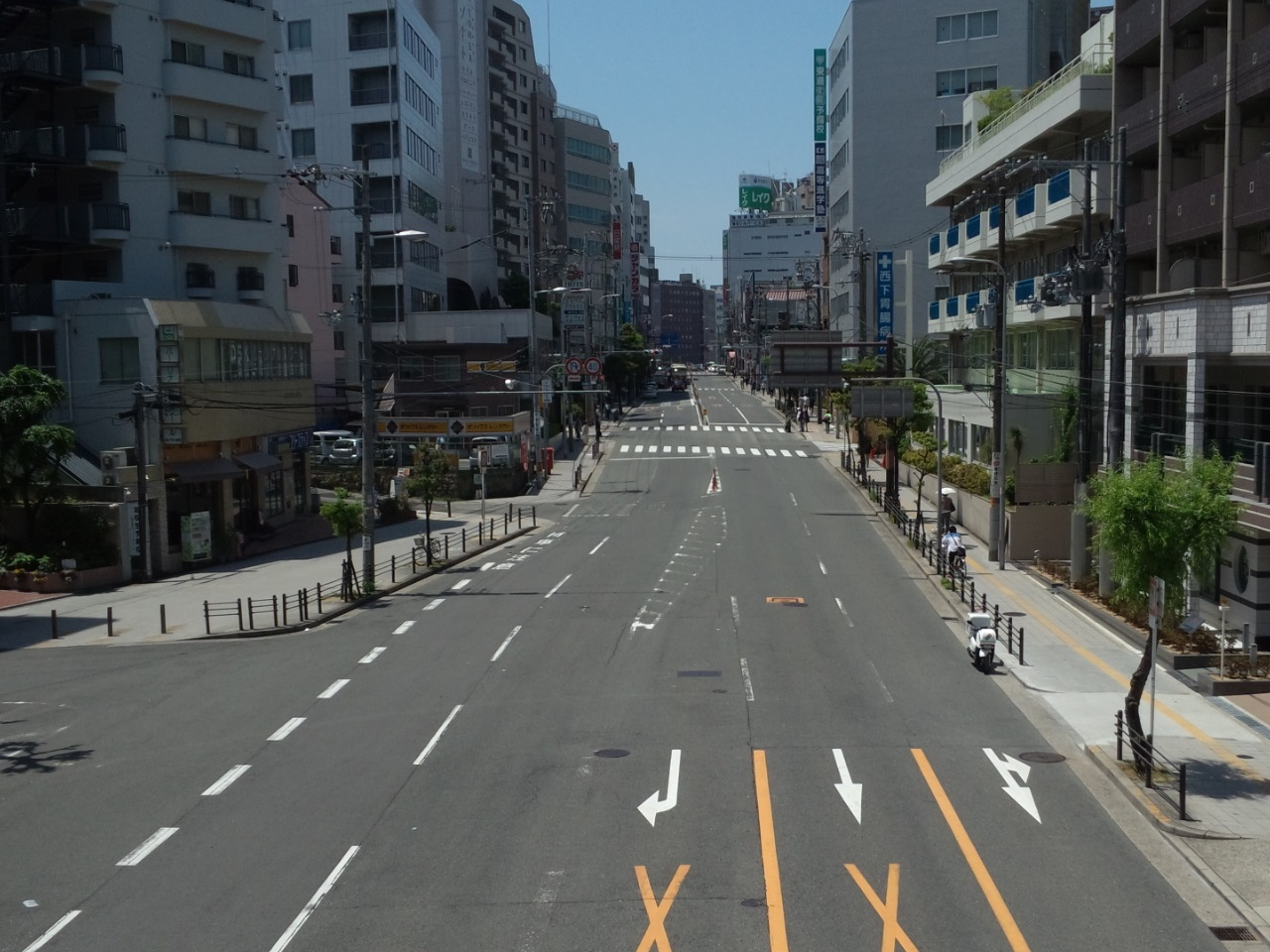
南河堀交差点から起点付近を望む

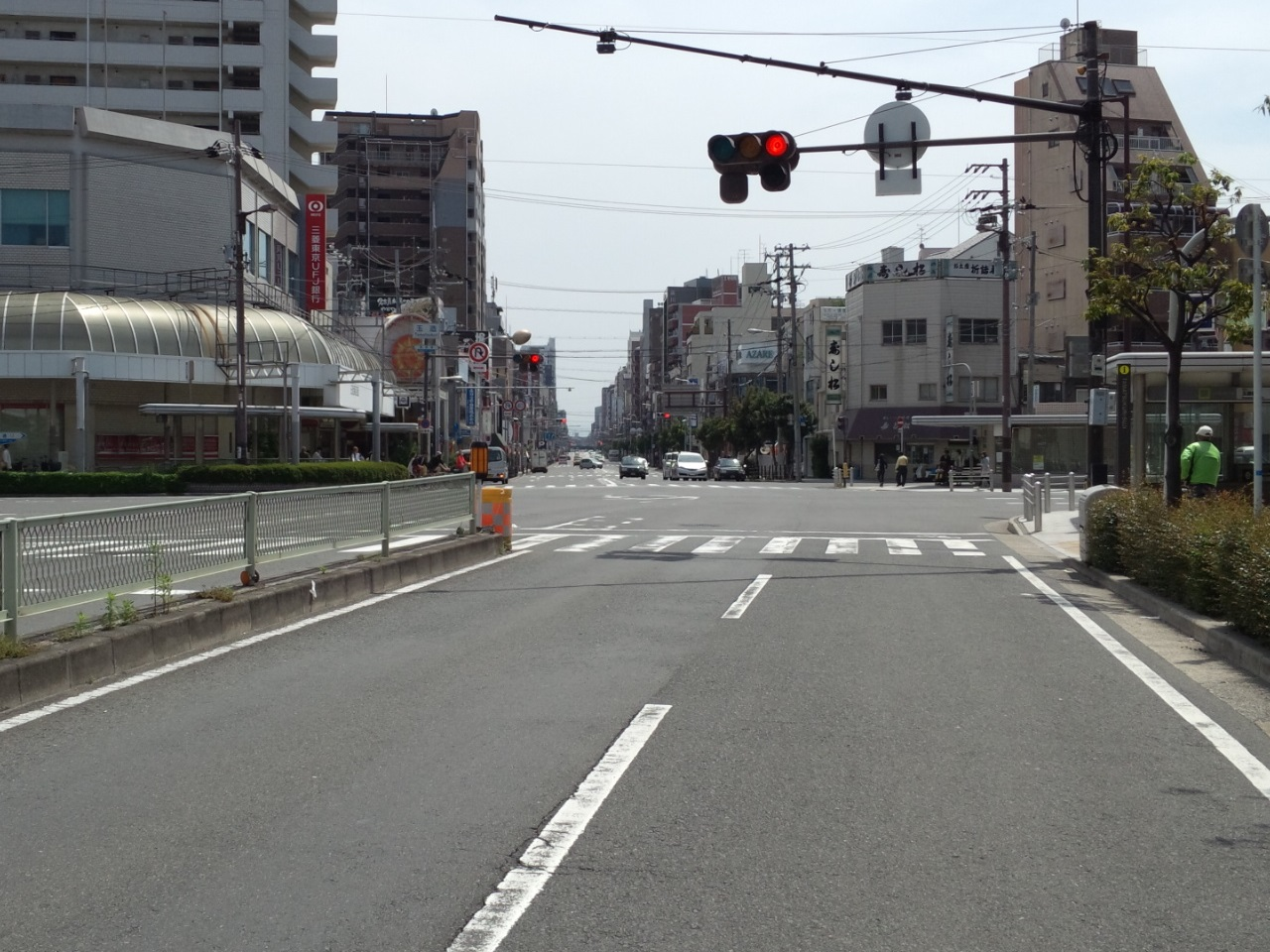
玉造交差点

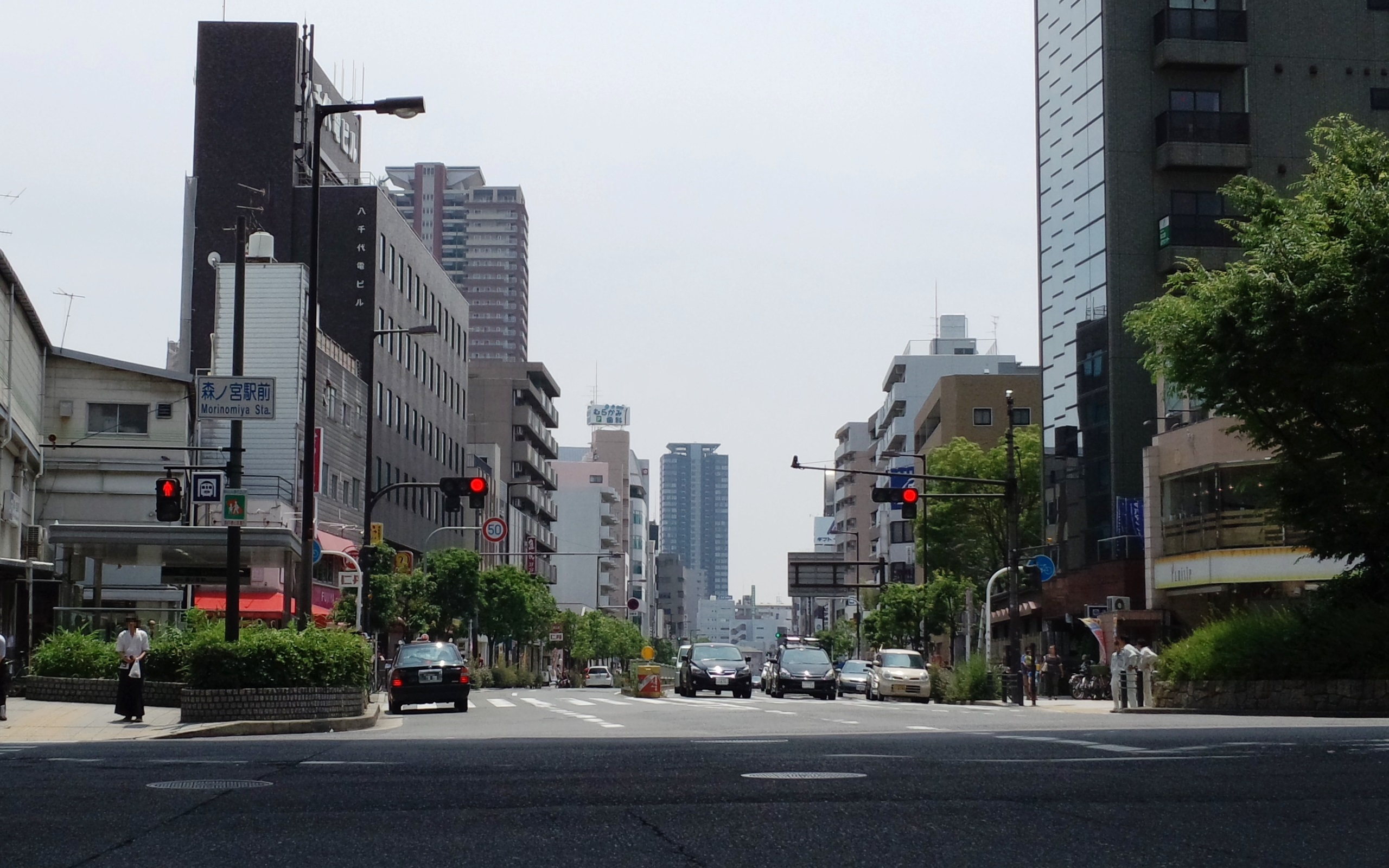
森ノ宮駅前交差点

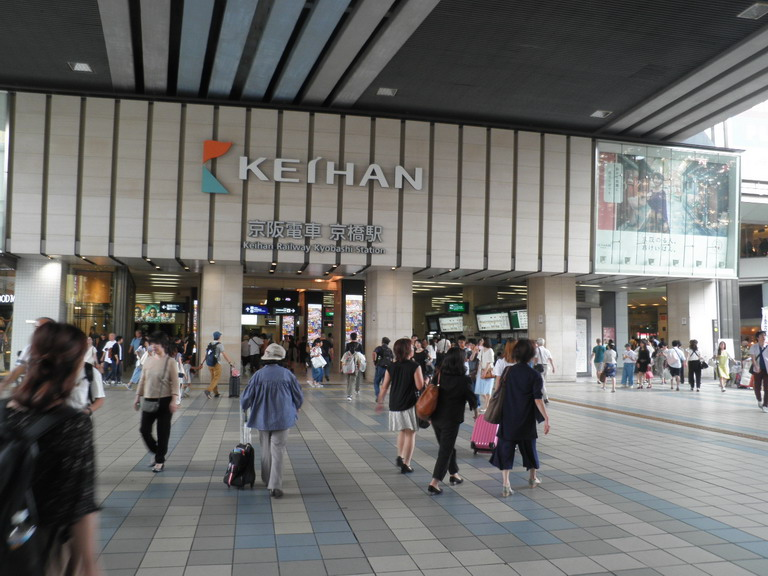
京阪京橋駅前（延伸予定地）

| 接続する道など （南）東← ＜玉造筋＞ →西（北） | 接続する道など （南）東← ＜玉造筋＞ →西（北） | 交差点          | 交差点       | 交差点   |
| --------------------------------------------- | --------------------------------------------- | --------------- | ------------ | -------- |
| 市道恵美須城東線（新今宮駅付近方面）          |                                               |                 |              |          |
| 府道30号大阪和泉泉南線 ＜谷町筋＞             | 府道30号大阪和泉泉南線 ＜谷町筋＞             | 天王寺駅前      | 大阪府大阪市 | 天王寺区 |
| 府道28号大阪高石線 ＜天王寺バイパス＞         | 府道28号大阪高石線 ＜上町筋＞                 | 南河堀          | 大阪府大阪市 | 天王寺区 |
| 国道25号 ※重複=国道165号                      | 国道25号 ※重複=国道165号                      | 寺田町駅前      | 大阪府大阪市 | 天王寺区 |
| 市道四天王寺巽線 ＜勝山通＞                   | 市道四天王寺巽線 ＜勝山通＞                   | 勝山4           | 大阪府大阪市 | 天王寺区 |
| 府道702号大阪枚岡奈良線 ＜千日前通＞          | 府道702号大阪枚岡奈良線 ＜千日前通＞          | 下味原          | 大阪府大阪市 | 天王寺区 |
| 国道308号 ＜長堀通＞                          | 国道308号 ＜長堀通＞                          | 玉造            | 大阪府大阪市 | 天王寺区 |
| 市道築港深江線 ＜中央大通＞                   | 市道築港深江線 ＜中央大通＞                   | 森ノ宮駅前      | 大阪府大阪市 | 中央区   |
| 第二寝屋川                                    | 第二寝屋川                                    | 弁天橋          | 大阪府大阪市 | 中央区   |
| 市道片町徳庵線 ＜城見通＞                     | 市道片町徳庵線 ＜城見通＞                     | 城見1東         | 大阪府大阪市 | 中央区   |
| 寝屋川                                        | 寝屋川                                        | 未架橋          | 大阪府大阪市 | 中央区   |
| 府道168号石切大阪線                           | 府道168号石切大阪線                           | 京橋駅 南口付近 | 大阪府大阪市 | 都島区   |
| （鯰江川跡道路）                              |                                               |                 | 大阪府大阪市 | 都島区   |

1. ↑  本線とは立体交差構造なので、鴫野・放出方面（東方向）へは城見1交差点に迂回しアンダーパスを通行する。
2. ↑  寝屋川以北は計画路線。